# Новое Запорожье (Гуляйпольский район)
Новое Запорожье (укр. Нове Запоріжжя) — село,
Добропольский сельский совет,
Гуляйпольский район,
Запорожская область,
Украина.
Код КОАТУУ — 2321881504. Население по переписи 2001 года составляло 103 человека.

## Географическое положение
Село Новое Запорожье находится на правом берегу реки Гайчур,
выше по течению на расстоянии в 1 км расположено село Доброполье,
ниже по течению примыкает село Радостное (Покровский район).
Через село проходит автомобильная дорога Т-0401.

## История
- 1910 год — дата основания.